# City (casa discografica)
La City Record è una casa discografica italiana, attiva a partire dal 1962.
Ha avuto un significativo ruolo nella storia della musica leggera italiana avendo fatto debuttare Zucchero Fornaciari, come membro del gruppo Le Nuove Luci, e lanciando gruppi di successo come Nico e i Gabbiani e I Bisonti.

## Storia
Negli anni '60, in modo particolare con l'avvento della musica beat, vi fu un notevole sviluppo dell'industria disocgrafica, a causa dell'espansione del mercato, e nacquero molte etichette, come la City Record, fondata nel 1962 da Alessandro Friggieri, con sede a Milano in Galleria del Corso 4 e distribuzione curata dalla Ariston.
Come molte altre case discografiche, mise sotto contratto vari complessi, ma il grande successo lo ottenne nel 1967 grazie a un gruppo siciliano, Nico e i Gabbiani, con una di quelle vicende proprie solo al contesto economico e culturale degli anni '60, quando un complesso al proprio primo disco poteva superare il milione di copie vendute. I cinque ragazzi siciliani avevano preparato un 45 giri, con il brano Ora sai, con le tipiche sonorità beat, mentre il retro, Parole, era una canzone con molti richiami melodici, giudicata quindi poco interessante. In breve tempo, però, gli ascoltatori dei brani nelle serate iniziarono a richiedere ai negozianti di dischi la canzone sul lato B, e le poche migliaia di copie stampate dalla City andarono esaurite. In breve tempo la canzone entrò in Hit parade, e alla fine dell'anno Lelio Luttazzi l'annunciò come canzone regina, cioè la più venduta in Italia della settimana. Il disco superò il milione di copie e Parole divenne uno standard, mentre il brano del lato A fu presto dimenticato. Il gruppo venne quindi rilevato dall'Ariston (non riuscendo però a replicar il successo di Parole).
La City continuò la sua produzione, nella quale rientrano tre altri complessi, i Bertas, i Bad Boys e i Bisonti, oltre ai già citati Le Nuove Luci, e i solisti Tony Dallara, Gloria Paul e Gilda (vincitrice del Festival di Sanremo 1975).
Anche la City Record ebbe delle sottoetichette, come la Metropol e l'Ametiste (entrambe distribuite dalla Ariston), da cui a volte rilevava degli artisti (ad esempio i New Villa e Bruno Baresi, entrambi messi sotto contratto prima dalla Metropol e poi dalla casa madre).
Il titolare, Alessandro Friggieri, si è collocato a riposo nel dicembre 2017.

## Dischi
La datazione qui riportata si basa sull'etichetta del disco o sulla copertina; qualora nessuno di questi elementi abbia una datazione, è basata sulla numerazione del catalogo; talora è, infine, basata sul codice della matrice di stampa. Se esistenti, sono riportati, oltre all'anno, il mese e il giorno (quest'ultimo dato si trova, a volte, stampato sul vinile).

### 33 giri
| Numero di catalogo | Anno | Interprete                    | Titoli                                      |
| ------------------ | ---- | ----------------------------- | ------------------------------------------- |
| C 1002             | 1968 | I Bisonti                     | I nostri successi                           |
| C 1003             | 1968 | Franco Talò e i Ricordi       | Franco Talò e i Ricordi                     |
| C 1004             | 1969 | I Bisonti                     | I Bisonti                                   |
| C 1006             | 1971 | Augusto Martelli              | Oggi, Natale!                               |
| C 1007             | 1972 | The Juniors                   | The Juniors story                           |
| C 1008             | 1973 | Marta Lami                    | Io Marta Lami: il mio ultimo tango a Parigi |
| C 1010             | 1973 | Complesso Camporesi           | Ballate alla romagnola                      |
| C 1019             | 1979 | Mario Bragadini               | Folklore dell'Emilia                        |
| C 1020             | 1976 | Theodorking Group             | Theodorking Group                           |
| C 1022             | 1979 | Edda Ollari e Mario Bragadini | Orchestra folk                              |
| C 1032             | 1979 | Francesco Nuti                | Un giorno come tanti altri                  |
| C 1038             | 1981 | Laura                         | Laura                                       |
| C 1094             | 1984 | Serena Rock Band              | Serena Rock Band                            |
| C 1097             | 1985 | Tony Sangiorgi                | Storie di m...                              |
| C 1131             | 1987 | Franco Ballabeni              | Franco Ballabeni                            |
| C 1173             | 1990 | Exit                          | Exit                                        |

### 45 giri
| Numero di catalogo | Anno           | Interprete                                        | Titoli                                            |
| ------------------ | -------------- | ------------------------------------------------- | ------------------------------------------------- |
| C 6115             | 1963           | Mario Querci                                      | Anche il cielo/Una                                |
| C 6116             | 1963           | Manrico                                           | Sono io e resto io/L'età più bella                |
| C 6120             | 1963           | Antonietta Finiello                               | Sediamoci sotto la luna/Allegro terzetto          |
| C 6121             | 1963           | Joe Lombardo con i City Jazz Boys                 | Non andare col tamburo/Amico                      |
| C 6123             | 1963           | Antonio Tumminia                                  | Tutte 'e sere/Nun hai diritto 'e nascere          |
| C 6124             | 1964           | Luigina Mogavero                                  | Così improvvisamente/Rita Rita pa...              |
| C 6125             | 1964           | Mariuccia Bollo con Paolo Gatti e i suoi solisti  | Rido e canto/Come il sole di settembre            |
| c 6126             | 1964           | Rick Ardente con il Complesso Torreggiani         | Argia/Le Jour De L'An                             |
| c 6127             | 1964           | Carlo con il Complesso Torreggiani e I Cosacchi   | Ti sto aspettando/Le barche di carta              |
| c 6128             | 1964           | Tina Riel con Paolo Gatti e i suoi solisti        | Sono una zingara/L'ora più bella                  |
| c 6132             | 1964           | Franco Grillà                                     | Topless/Desiderio d'ognuno                        |
| c 6133             | 27 luglio 1964 | Bruno Castiglia                                   | Mi dicono che.../Mandami una cartolina            |
| c 6137             | 1965           | Michele Guerra                                    | Avevo quindici anni/Amore non è vero              |
| C 6138             | 1965           | Miro Aldi & i Solivar                             | Paga la multa e taci/Dimmi con chi vai            |
| C 6142             | 1965           | Ringo & The City                                  | Ombre/Storia vera                                 |
| C 6148             | 1965           | Rudy & The Jokers                                 | Perché sei bella/Verrà un giorno                  |
| C 6149             | 9 giugno 1965  | Raffaella                                         | Che importanza può avere/Vivo di notte            |
| C 6164             | 1966           | I Bisonti                                         | Portami tante rose/Lucille/Ma se ci penso         |
| C 6167             | 1966           | Piero Criser                                      | Fiaba d'amore/Non inseguire un'ombra              |
| C 6169             | 1966           | I Bisonti                                         | La tua ombra (mi segue)/Lui non vuole             |
| C 6171             | 1966           | Caponigro                                         | Balla lo shake con me/Tradito                     |
| C 6174             | 1966           | Mr. Liardy                                        | Piper beat/Avrai tempo                            |
| C 6178             | 1966           | Loredana Baron e gli Stereos                      | Sogna scherza vivi/Ecco l'amore                   |
| C 6179             | 1966           | I Bisonti                                         | Balla, canta, ridi/Come on                        |
| C 6180             | 1966           | New Villa                                         | Smarrito nel tormento/Se te ne vai                |
| C 6182             | 1966           | Wilson                                            | Amore non piangere/Se il destino vuole così       |
| C 6183             | 1966           | Iris                                              | E' inutile/Progetti per l'estate                  |
| C 6184             | 1966           | Tito                                              | If I Feel/Norwegian Wood                          |
| C 6186             | 1967           | Lisa Moné                                         | Io sto pregando/Foolish                           |
| C 6187             | 1967           | Francesco Marconi                                 | Quando tu partirai/Quando sei con me              |
| C 6188             | 1967           | The Brothers                                      | Non hai pianto per me/Non torno più               |
| C 6189             | 1967           | Nico e i Gabbiani                                 | Ora sai/Parole                                    |
| C 6190             | 1967           | I Bisonti                                         | Occhi di sole/Crudele                             |
| c 6191             | 1967           | Paola Guidotti e i Brothers                       | Senza tregua/Perdoniamoci così                    |
| c 6193             | 1967           | Bruno Baresi                                      | L'ultima nota/Se sei stanco di correre            |
| c 6194             | 1967           | Marco & The Forrest                               | Ascolta il mare/Non serve piangere                |
| c 6196             | 1968           | The Brothers                                      | Tutti i giorni/Tanto per dire qualcosa            |
| c 6198             | 1968           | Franco Talò e i Ricordi                           | Capelli neri/Cigno bianco                         |
| C 6199             | 1968           | I Bisonti                                         | Richiamo d'amore/Viso di luce                     |
| C 6200             | 1968           | Tullio Gallo                                      | Before You Go/Un nuovo giorno                     |
| C 6201             | 1968           | Chico & i Chicos                                  | Sulla spyder/Da te                                |
| C 6202             | 1968           | Don Franco, Bruno Baresi e i Brothers             | Voglio vivere accussì/Nun è felicità              |
| C 6205             | 1968           | Bruno Baresi e i Brothers                         | Scoppierà il sole/Tu sola per me                  |
| C 6206             | 1968           | I Druidi e Lui                                    | Storia/Il volpino                                 |
| C 6207             | 1968           | Tom Costa                                         | Pensa a ballare/Pensiero triste                   |
| C 6208             | 1968           | Annarita                                          | Pupo siciliano/Principessa                        |
| C 6209             | 1968           | I Bisonti                                         | Grido (al mondo)/Io sto piangendo                 |
| C 6210             | 1968           | Monia                                             | Cammino sull'acqua/Aspettami                      |
| C 6211             | 1969           | I Bisonti                                         | Mi è rimasto un fiore/Per il mondo me ne vo       |
| C 6212             | 1969           | Pino Relly                                        | Credevi/Vai, vai, vai                             |
| c 6213             | 1969           | Franco Talò                                       | Spettacolo/Regina                                 |
| C 6214             | 1969           | Orpheon                                           | Il calendario/La porta                            |
| C 6215             | 1969           | Bad Boys                                          | Da da da/Nasco da oggi                            |
| C 6216             | 1969           | Dionida                                           | Quello che porti tu/Il gabbiano                   |
| C 6218             | 1969           | Bruno Baresi                                      | A pagina 26/Io che                                |
| C 6219             | 1969           | I Bisonti                                         | Lunga domenica/La voce dell'anima                 |
| C 6220             | 1970           | Le voci al vento                                  | L'ottavo giorno/Quando la vita                    |
| C 6221             | 1970           | Gloria Paul                                       | ...e invece vai a pescare/Tu, proprio tu          |
| C 6222             | 1970           | Gloria Paul                                       | Mani calde cuore gelido/Oggi tornerà Lucia        |
| C 6223             | 10 marzo 1970  | Pino Relly                                        | Giramondo/Giorgia                                 |
| c 6224             | 1970           | Paola Satelli                                     | Tu sei tutto per me/Non è vero che il valzer      |
| c 6225             | 1970           | Tom & i Falchi                                    | L'amore non si vede/Non credo più                 |
| c 6228             | 1970           | Aldo Oneda                                        | Vai, vai, vai ragazza/Miss bacio                  |
| c 6229             | 1970           | I Bisonti                                         | Oh simpatia/Per noi due                           |
| c 6231             | 1970           | Franco Talò e i Ricordi                           | Giovane amore/Come una nuvola                     |
| c 6233             | 1970           | Donato                                            | Lei è al mondo/Qualche volta                      |
| c 6234             | 1970           | Leone e i Cacciatori                              | I guai degli altri/Una vita inutile               |
| c 6235             | 1970           | I Bisonti                                         | Non vado lontanissimo/E' l'inizio del mondo       |
| c 6236             | 1971           | Le Nuvole                                         | L'ora è suonata/La tua presenza                   |
| C 6240             | 1971           | The Brothers                                      | Battello sul molo/Non son più ragazzino           |
| C 6241             | 1971           | Danile Dany                                       | Mondo/E dire che l'amavo                          |
| C 6243             | 1971           | Yamadis e la sua ombra                            | Per l'amore di Dio/L'occasione                    |
| C 6246             | 7 giugno 1971  | Antonio Guerriero                                 | L'ultimo momento/Canzone triste                   |
| C 6247             | 1971           | I Bisonti                                         | 24 dicembre/Carillon                              |
| C 6248             | 1971           | Sesto Senso                                       | Non voglio crederti/Non servono parole            |
| C 6249             | 1971           | Dony                                              | No, Bad Boy/Aspettami                             |
| C 6250             | 1971           | Mariel                                            | Se un giorno/Hai voluto così                      |
| C 6251             | 1971           | Susy                                              | Gli occhi più belli del mondo/Ragazzo mio         |
| C 6252             | 1971           | Placanica                                         | Baci e libellule/Mi abituerò                      |
| C 6253             | 1971           | Antonio Guerriero                                 | C'era una volta/Il mio tempo arriverà             |
| C 6254             | 1971           | Lino Verde                                        | T'amerò in silenzio/L'uomo che non ama più        |
| C 6256             | 1971           | Le Nuove Luci                                     | Canto di maggio/Juanita                           |
| c 6257             | 1971           | Le Estensioni                                     | Caro amore che vai/L'attesa                       |
| c 6258             | 1971           | La Vita del Domani                                | Racconterai/Lei voleva amore                      |
| c 6260             | 1972           | Nuccio Di Vico                                    | Lei è al mondo/Qualche volta                      |
| c 6262             | 1972           | I Ragazzini                                       | Non dirmi ciao/Piccolo cuore                      |
| c 6263             | 1972           | Gilda                                             | Far tacere il cuore/La ragazza dell'estate        |
| c 6264             | 1972           | Maria Collicelli                                  | Mi chiederò/La nostra luce                        |
| c 6267             | 1972           | Paradiso di robots                                | Non si torna indietro/Paradiso di robots          |
| c 6268             | 1972           | Jim Bentivegna                                    | Letto di rose/Mancava qualcuno...Georgia          |
| c 6270             | 1972           | Gianfranco Mangiarotti e la Fiori Plastica s.a.s. | Messiah/Riflessioni                               |
| c 6271             | 1972           | Michelle                                          | Per il mondo/Nel bene nel male                    |
| c 6273             | 1972           | Vittorio Inzaina                                  | Welcome to Costa Smeralda/La prima donna          |
| C 6277             | 1972           | The Juniors                                       | Rose di legno/Oltre l'orizzonte                   |
| C 6278             | 1972           | Marta Lami                                        | Ultimo tango a Parigi/Se ciò bastasse             |
| C 6279             | 1972           | I Bisonti                                         | Dolce Butterfly/Padre mai                         |
| C 6281             | 1972           | Marco Forti                                       | Lungo il fiume/Dolce ragazza mia                  |
| C 6282             | 1973           | I Bisonti                                         | Gaye/Un uomo solo                                 |
| c 6283             | 1973           | Vittorio Inzaina                                  | La voce/Azzurro amore (lago di Garda)             |
| c 6289             | 1973           | Toti Montalbano                                   | Come un anno fa/Afferra quest'ora                 |
| c 6291             | 1973           | Olenio                                            | Città ingrata/In quel momento                     |
| C 6292             | 1973           | Mario Prey                                        | Moderno Icaro/Il jolly                            |
| C 6294             | 1973           | Donato Penny                                      | Tiger feet/Lago nero                              |
| C 6296             | 1973           | Domiziano                                         | Pensieri e ricordi/Io renderò tutto               |
| C 6297             | 1973           | La storia vera                                    | R.a.s./Lei era il mio sorriso                     |
| C 6298             | 1973           | The Juniors                                       | The Night Chicago Died/Shang A Lang               |
| C 6302             | 1974           | El Dany & le sue Fanciulle del West               | Ferrovia/Edylle                                   |
| C 6305             | 1974           | Piero & The Juniors                               | Non c'è più/Lunga strada                          |
| C 6319             | 1974           | Victor Erba Group                                 | Lei, un amante/Capitolo chiuso                    |
| C 6320             | 1974           | I Bertas                                          | Badde lontana/Ma eri donna                        |
| C 6322             | 1975           | Benedetto Pizzino                                 | Il silenzio della notte/Un amore così             |
| C 6323             | 1975           | Theodor King Group                                | Happy people every where/Samborrombon             |
| C 6331             | 1975           | Nuccio Di Vico                                    | E così.../Ti amo, amo te                          |
| C 6336             | 1975           | Mirella & The Juniors                             | Alè Biella/Il valzer di Radio Piemonte            |
| C 6338             | 1975           | Bruno Castiglia                                   | Per sempre/Rimani                                 |
| C 6348             | 1976           | Edda Ollari                                       | Mondo strano/Mai ti lascerò                       |
| C 6352             | 1976           | Laura                                             | Bambino/Rimani                                    |
| C 6353             | 1976           | La Nuova Leggenda                                 | Ti ricordi di me/Povera donna                     |
| C 6359             | 1976           | Gli Herasmo                                       | Magic Man/Stay Here Love                          |
| C 6363             | 1976           | Franco Talò                                       | Senso/Blunotte                                    |
| C 6364             | 1976           | I Maya                                            | Giovane solo/Amore di terra lontana               |
| c 6372             | 1977           | Laura                                             | Un giorno/Mare verde, mare blu                    |
| c 6370             | 1977           | Gulliver                                          | Non ci sto più/Exception                          |
| C 6393             | 1977           | I Bertas                                          | Pensende a tie parte 1/Pensende a tie parte 2     |
| C 6394             | 1977           | Susy Abel                                         | Mia signora Milano/Ore passate                    |
| C 6399             | 1978           | Pino                                              | Rosa/Bella bellissima                             |
| C 6401             | 1978           | Laura                                             | Trip/Arroganza                                    |
| C 6404             | 1978           | Barbie                                            | Fermati/Strega                                    |
| C 6407             | 1978           | Bassano                                           | Aspetta ancora/Una notte fra noi                  |
| C 6408             | 1978           | Hata Isi                                          | Pensami un momento/Non sarai sola                 |
| C 6409             | 1978           | Tina Gusto-Santuccio e Gennaro Giusto             | Celebri canzoni napoletane                        |
| C 6411             | 1978           | Renzo e i Boys                                    | Swan/Incidente                                    |
| C 6413             | 1979           | Lilly Romeo                                       | Dove vai.../Superautostop                         |
| C 6415             | 1979           | Giovanni Spinelli                                 | Sei l'amore più bello che c'è/Una sera come tante |
| C 6420             | 1980           | I Petali                                          | Morirò/Una sera di giugno                         |
| C 6423             | 1981           | Satan 81                                          | Radioattività/Svacco                              |
| C 6429             | 1981           | Marileno Querci                                   | La felicità/Canzone di ara                        |
| C 6440             | 1981           | Tony Cucaro                                       | Il vecchio e il mare/Elisabetta                   |
| C 6444             | 1981           | Guido                                             | L'amicisia/Andum cocca                            |
| c 6457             | 1982           | Giano                                             | Cosmo-lei/Strada senza ritorno                    |
| c 6463             | 1982           | Lizzy                                             | Cara mamma/L'inverno che tu mi dai                |
| C 6465             | 1983           | Hera Lacinia                                      | Senza un motivo/Occhi di sole                     |
| C 6466             | 1983           | Bruno & Orchestra Pipotti                         | Bella mia/Sussurro d'amore                        |
| C 6471             | 1983           | Tony Cucaro                                       | Tu mi sfuggi piano piano/Un amore un po' stanco   |
| C 6474             | 1984           | Domenico Di Graci                                 | La lettera/Ho visto una ragazza                   |
| C 6476             | 1985           | Herman                                            | Consiglio rock/Quando sarai lontano               |
| C 6480             | 1985           | Katya                                             | Mille volte ti amo/Angelo mio                     |
| C 6491             | 1985           | Andrea Sciortino                                  | Voglia di cantare/XX secolo                       |
| C 6503             | 1986           | Tony Dallara                                      | T'amo t'amo/Promises                              |
| C 6519             | 1986           | Giacomo Mascaro                                   | Quando ti svegli al Mattino/Lo Stregone           |
| C 6525             | 1986           | Tony Cucaro                                       | Notte dopo notte/Non è un sogno                   |
| C 6541             | 1986           | Tonino Di Giovanni                                | Una nuova ave Maria/II                            |
| C 6542             | 1986           | Erio Tripodi                                      | Na rosa rossa pe' Katiuscia/Goodbye Brooklin      |
| C 6558             | 1987           | Bromuro                                           | Cipollina/Federica                                |
| C 6575             | 1987           | Eleonora                                          | Posso fermare il mondo/Sono il gran boss          |
| C 6578             | 1987           | Luigi Prenotto e gli Iris                         | Genny/Quante volte ho visto                       |